# Юрковецька сільська рада (Немирівський район)
| Юрковецька сільська рада — колишній орган місцевого самоврядування у Немирівському районі Вінницької області з адміністративним центром у с. Юрківці. Сільській раді були підпорядковані населені пункти: - с. Юрківці - с. Рубіжне |

## Склад ради
Рада складалась з 12 депутатів та голови.

## Керівний склад сільської ради
| ПІБ                         | Основні відомості                                                                  | Дата обрання | Дата звільнення |
| --------------------------- | ---------------------------------------------------------------------------------- | ------------ | --------------- |
| Ткаченко Людмила Михайлівна | Сільський голова, 1967 року народження, освіта, член Соціалістичної партії України | 26.03.2006   | 31.10.2010      |
| Ткаченко Людмила Михайлівна | Сільський голова, 1967 року народження, освіта вища, позапартійна                  | 31.10.2010   |                 |

Примітка: таблиця складена за даними джерела